# Busch Nashville 420 1983
Nashville 420 1983 var ett stockcarlopp ingående i Nascar Winston Cup Series (nuvarande Nascar Cup Series) som kördes 16 juli 1983 på den 0,596 mile (959,170 meter) långa ovalbanan Nashville Speedway i Nashville i Tennessee. Totalt avverkades 250.320 miles (402.851 km) fördelat på 420 varv. Banunderlaget var asfalt. Loppet vanns av Dale Earnhardt i en Ford på tiden 2:55.12 körande för Bud Moore Engineering. Earnhardts snitthastighet var 85,726 mph. Prispotten uppgick till 138 770 dollar, varav 23 125 dollar gick till segraren.

## Resultat
| Plc     | Nr | Förare          | Team/ bilägare              | Konstruktör | Start | Varv | Ledda varv |
| ------- | -- | --------------- | --------------------------- | ----------- | ----- | ---- | ---------- |
| 1       | 15 | Dale Earnhardt  | Bud Moore Engineering       | Ford        | 3     | 420  | 212        |
| 2       | 11 | Darrell Waltrip | Junior Johnson & Associates | Chevrolet   | 2     | 420  | 129        |
| 3       | 27 | Tim Richmond    | Blue Max Racing             | Pontiac     | 13    | 419  | 0          |
| 4       | 22 | Bobby Allison   | DiGard Motorsports          | Buick       | 11    | 419  | 24         |
| 5       | 3  | Ricky Rudd      | Richard Childress Racing    | Chevrolet   | 6     | 417  | 0          |
| 6       | 75 | Neil Bonnett    | RahMoc Enterprises          | Chevrolet   | 4     | 417  | 50         |
| 7       | 9  | Bill Elliott    | Melling Racing              | Ford        | 9     | 416  | 0          |
| 8       | 33 | Harry Gant      | Mach 1 Racing               | Buick       | 10    | 416  | 0          |
| 9       | 71 | Dave Marcis     | Marcis Auto Racing          | Chevrolet   | 7     | 416  | 5          |
| 10      | 2  | Morgan Shepherd | Jim Stacy Racing            | Buick       | 8     | 414  | 0          |
| 11      | 44 | Terry Labonte   | Hagan Enterprises           | Chevrolet   | 15    | 412  | 0          |
| 12      | 52 | Jimmy Means     | Jimmy Means Racing          | Chevrolet   | 21    | 412  | 0          |
| 13      | 48 | Trevor Boys     | Hylton Engineering          | Chevrolet   | 23    | 411  | 0          |
| 14      | 90 | Dick Brooks     | Donlavey Racing             | Ford        | 20    | 411  | 0          |
| 15      | 17 | Sterling Marlin | Hamby Racing                | Pontiac     | 18    | 409  | 0          |
| 16      | 88 | Geoff Bodine    | Cliff Stewart Racing        | Pontiac     | 14    | 406  | 0          |
| 17      | 70 | J.D. McDuffie   | McDuffie Racing             | Pontiac     | 24    | 399  | 0          |
| 18      | 6  | Al Elmore       | Ulrich Racing               | Buick       | 26    | 393  | 0          |
| 19      | 43 | Richard Petty   | Petty Enterprises           | Pontiac     | 16    | 392  | 0          |
| 20      | 7  | Kyle Petty      | Petty Enterprises           | Pontiac     | 12    | 389  | 0          |
| 21      | 19 | Steve Gray      | Gray Racing                 | Buick       | 28    | 376  | 0          |
| 22      | 98 | Joe Ruttman     | Benfield Racing             | Pontiac     | 5     | 348  | 0          |
| 23      | 41 | Ronnie Thomas   | Ronnie Thomas Racing        | Pontiac     | 22    | 344  | 0          |
| 24      | 67 | Buddy Arrington | Arrington Racing            | Chrysler    | 30    | 269  | 0          |
| 25      | 18 | Don Satterfield | Satterfield Racing          | Buick       | 27    | 227  | 0          |
| 26      | 86 | Darryl Sage     | Sage Racung                 | Chevrolet   | 17    | 209  | 0          |
| 27      | 47 | Ron Bouchard    | Race Hill Farm Team         | Buick       | 1     | 148  | 0          |
| 28      | 64 | Tommy Gale      | Langley-Woodfield Racing    | Ford        | 29    | 77   | 0          |
| 29      | 96 | Jimmy Walker    | Cronkrite Racing            | Ford        | 19    | 50   | 0          |
| 30      | 02 | D.K. Ulrich     | Reeder Racing               | Buick       | 25    | 3    | 0          |
| Källor: |    |                 |                             |             |       |      |            |